# 真壁城
真壁城（まかべじょう）は、茨城県桜川市真壁町古城（常陸国真壁郡）にあった戦国時代の日本の城（平山城）。大掾氏の一族である真壁氏が代々支配した。国の史跡。

## 概要
真壁駅跡の東に位置し、加波山系の足尾山西麓にある台地上に築かれた連郭式の平城である。また、古代の真壁郡家が存在したとも言われ、真壁郡の中心地に位置していた。
城は東西に延びる尾根状の微高地に立地し、中央の本丸を同心円状に囲む二ノ丸があるほか、二ノ丸の東側に三の郭（中城）・四の郭（外郭）が続き、外郭南東端には鹿島神社が祭られている。本丸西側にも郭が連なっていたが、市街地化により消失している。城の南北は湿地や川が防御となっていた。
築城は承安2年（1172年）と伝わる。大掾直幹の子・長幹が真壁郡に入って真壁氏を名乗り、郡家の場所に築城した。以来真壁氏の居城として続いた。
文献上で真壁城が初出するのは興国2年（1341年）12月で、北畠親房の「御方城々」として、真壁城がみえ、南朝方の城であった。のち北朝方に立場を変え、真壁氏は地頭職を有している。応永30年（1423年）、真壁慶幹のとき小栗満重の乱に小栗方で参加したため足利持氏軍によって落城したが、その後の混乱の中で慶幹の従兄弟・朝幹が真壁に復権した。
17代久幹のときに次男義幹が柿岡城に分家し、18代氏幹に至って甥の柿岡城主房幹（義幹の子）に家督を譲ったため、真壁城は真壁本家の城ではなくなった。その後、慶長7年（1602年）佐竹氏の秋田転封の際、佐竹氏の家臣団化していた真壁氏も出羽角館へ移住し、真壁城は空城となった。そののち慶長11年（1606年）浅野長政が隠居料として真壁藩5万石を与えられ、同16年（1611年）に長政の跡を継いで真壁城に浅野長重が入城した。元和8年（1622年）、浅野長重は加増され、真壁は領有し続けるものの常陸笠間城へ移動となり、真壁城は廃城となった。
城門のうち薬医門が各々一棟、楽法寺黒門（旧大和村、伝大手門）・個人宅表門（旧協和町）として移築され現存している。縄張りは本丸以東は良好に残るが、二の丸の西側以西は市街地化しほぼ消滅している。本来は真壁町古城地区全域が城域に当たる。古城地区の西に大手前の地名が残っており、同地近辺が大手だったと伝わっている。本丸跡には旧真壁町立体育館があり、二の丸跡には体育館建設での残土が盛られているなど中枢部の保存状態は良くない（二の丸には櫓台のような高所があるが、残土の山で遺構ではない）。建物遺構も検出されるのは礎石の抜き取り穴などの痕跡のみが多く、廃城となった際に撤去されたためと考えられている。
1934年（昭和9年）以来、本丸の一部が茨城県指定史跡となっていたが、1994年（平成6年）10月28日に国の史跡に指定された。
1997年（平成9年）以降発掘調査が続けられており、成果に基づき外曲輪の土塁や壕が復元されている。また中城（三の郭）の発掘調査では、水路や池を伴う大規模な庭園の遺構と共に、茶室や能舞台と思われる建物群の痕跡が検出され、その規模は茨城県内でも最大級と見られている。
2024年度をもって中城の発掘調査は一旦完了となり、今後は保存整備の検討に入る予定となっている。